# 다비트 3세

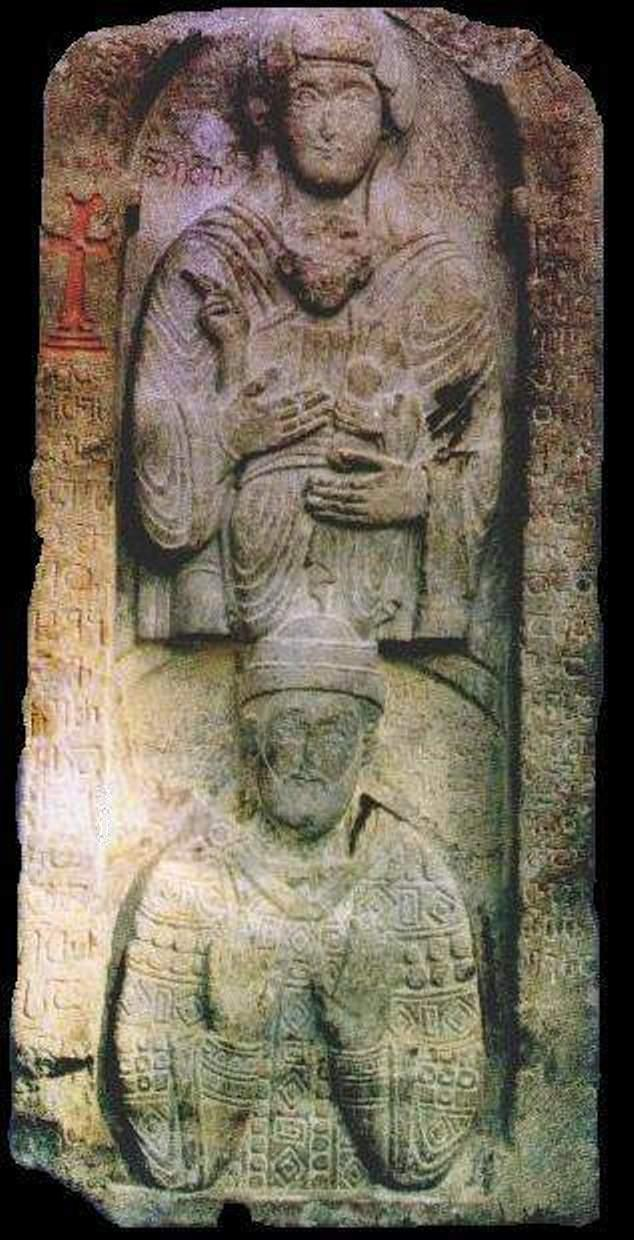
오슈키 수도원에 있던 저부조에 그려진 타오의 다비트. 두세기에 걸친 조지아 국왕 권력 출현에 지대한 영향을 준 능력을 지닌 다비트가 비잔틴식 형상화로 표현 되어 있다.

다비드 3세 쿠로팔라테스(조지아어: დავით III კუროპალატი, Davit’ III Kuropalati) 또는 다비트 3세 대제(დავით III დიდი, Davit’ III Didi) 또는 다비트 2세(930년경~1000년 또는 1001년)이기도 한 그는 타오/타이크의 바그라트조 왕가의 조지아의 왕자였다. 966년부터 1000년에 그가 살해 당할 때까지의 타오/타이크는 조지아-아르메니아의 국경 지대에 있었던 역사적인 지역이다. 쿠로팔라테스는 비잔티움의 조신 칭호로 978년에 그에게 수여되었으며 990년에 또 한번 수여되었다.
다비트는 비잔티움의 마케도니아 왕조에게 976~979년 내전에서 결정적인 지원을 했던 것으로 가장 잘 알려져 있다. 다비트의 독창성은 조지아의 정치 뿐만 아니라 기독교 문화의 보호와 교육에 기여했다. 987년 ~ 989년 사이에, 그는 친구 바르다스 포카스와 함께 비진틴 황제 바실 2세에 대항하는 반란에 가담했지만, 반란은 실패했고 다비트의 죽음으로 그의 영토는 제국에게 양도되었다. 그렇지만 그는 후계자를 보호할 수 있었고, 바그라트 3세가 통일 조지아 왕국의 첫 번째 통지자가 될 수 있는 기회를 얻었다.

## 역사
다비트는 940년대에 원조 타오 계통 가문이 멸족되고 난 다음에 (아르메니아어로 타이크라고 알려진 역사적으로 조지아-아르메니아 경계, 오늘날 터키에 있는) 타오 지역 전체를 쥐락펴락 했던 조지아 바그라티오니(바그라트조) 왕조의 카르틀리 계열의 한 혈족인 타오의 두 번째 가문 대표자인 아다르나세 5세의 차남이었다.

### 비잔틴 제국과의 동맹
966년에 그는 형인 바그라트 2세의 타오 공작 지위를 계승했고, 다비트는 집권 기간 내내 확장주의 정책을 폈으며 유연한 외교술로 나라들을 불러들여 커다란 왕국을 구성하기 시작했다. 다비트는 야심찬 계획을 성취하기 위해서, 황제인 바실 2세(975~1025년) 통치 하에 가장 높은 위상을 떨치던 비잔틴 제국으로부터 반드시 독립권을 보존해야 했다.
비잔티움 동쪽의 이웃 나라들인 분열된 아르메니아와 조지아 군주국들은 이따금씩 제국에 직접적인 위협이 되었지만, 그 나라들은 그들의 영지들을 지나서 콘스탄티노플로 갈 수 있는 전략적인 국제 무역 통로들을 통제 하고 있었기 때문에 특별히 제국의 관심을 끌었다. 비잔티움은 이미 아르메니아의 타론(966년)과 만지케르트(968년)의 왕자국들을 합병했고, 조지아의 타오-클라르제티로 알려진 바그라트조 왕자국들의 성위에 잠재적인 위험을 제기했다. 그러나, 제국은 976년에 아시아 속주들에서 바르다스 크켈로스가 이끈 총-규모의 반란 이후에 제국 자체로의 통합된 상태는 심각한 위협에 저해 있었다. 반란군이 잇따라 승리함으로 콘스탄티노플을 위험에 빠졌다. 상황이 긴박해지자, 젊은 황제 바실은 타오의 다비트에게 도움을 요청했으며, 다비트는 즉시 응답했고 그 사건 바로 전에 패배했던 충성스러운 바르다스 포카스 비잔틴 장군의 군대를 증강하기 위해 토르니키오스의 지휘 하에 있는 12,000명의 최정예 기병 부대를 파병했다. 그 덕분에 카에사레아인근에서 벌어진 판칼리아 전투의 승리가 보장되었다.
테오도시오폴리스 또는 카린(조지아어. 가르누-칼라키, 오늘날 터키 에르주룸), 파시아네(조지아어. 바시아니, 아르메니아어. 바세안), 하르크, 아파후니크, 마르달리(마르다그히), 칼도야리치, 초르마이리의 주로 아르메니아 북서부 영토에 있는 도시들로 구성된, 동시대에 조지아어 자료들에서 "그리스의 고지대 영토"(ზემონი ქუეყანანი საბერძნეთისანი)로 알려진 동부 아나톨리아에 대한 평생 통치권이 다비트에게 주어진 보상이었다. 경사스러운 일들을 계기로 그 때에, 다비트는 비잔틴의 높은 칭호인 쿠로팔라테스를 부여 받았다. 또한 바실 2세는 다비트의 군사 지휘관인 토르니키오스의 용맹에 대한 보상으로 아토스산에 조지아 정교회 수도원에 자금을 대주었다. 현재 그 수도원에는 주로 그리스인 수사들이 거주하고 있는데도 불구하고, 오늘날도 "(조지아인을 예로 든) 이베리아의" 이비론으로 알려진다.

그러한 굉장한 횡재들은 다비트를 조지아와 아르메니아 모두에서 왕조 간의 논쟁들을 중재하고 재판할 수 있는 사람이 되게하여 캅카스에서 가장 영향력있는 통치자로 만들었다. 중세 조지아 작가들은 그를 "타오의 가장 훌륭한 왕"으로 불렀으며, 11세기 아르메니아 연대기 편자 아리스타케스 라스티베르치는 그에 대해서 서술하기를 
전지전능한 사람, 세계의 건설자, 지극히 명예로운, 빈민의 애인, 참으로, 평화의 정의. 그의 생애 동안의 왕국은 하느님의 계시였으며, 모든 사람들은 그의 포도나무와 무화과 나무 밑에서 평안을 누렸다.

라며 극찬했다.
다비트는 매우 중요한 상업 중심지들을 통제하게 됐고, 그 지역들이 있는 그의 속국은 남서부 카바스와 동부 아나톨리아를 통해서 지나가는 주요 무역로에서 세금을 거두어 이윤을 얻었다. 다비트는 그렇게 번 총수입을 조지아와 외국에서의 도시들, 요새들, 교회들의 건설과 조지아의 수도원 공동체들, 문화 활동들이 포함된 광범위한 건설 사업에 투자했다.

## 왕위 계승 문제
다비트는 후사가 없었기에 그의 친척인 카르틀리(이베리아)의 바그라트조 왕위의 계승자인 젊은 바그라트 3세 왕자를 양자로 입양했다. 다비트는 조지아의 활동적 귀족인 이오바네 마루시스-드제의 요청으로 그렇게 했다. 바그라트는 행운의 혈통을 타고나서 두 왕위들에 오르기로 예정되어 있었다. 게다가, 그의 어머니는 압하스의 테오도시우스 3세 왕의 누이로, 바그라트는 압하스 왕국 영역의 가능성 있는 계승자였다. 다비트는 모든-조지아 왕국의 생성에 대한 계획을 실행하는데 있어서, 그의 수양-아들을 위해 두고 카르틀리를 점령했고, 조지아의 가장 동쪽에 카케티에서 온 대군을 격퇴하여, 격전지였던 우플리스치케의 바위를 잘라만든 도시와 같이 카르들리의 동부 지구를 점령했다. 2년이 지난, 987년에도, 다비트와 마루시스-드제는 데오도시우스 3세를 대신하게 될 바그라트를 위해서 압하스의 왕위를 보존하고 있었다.

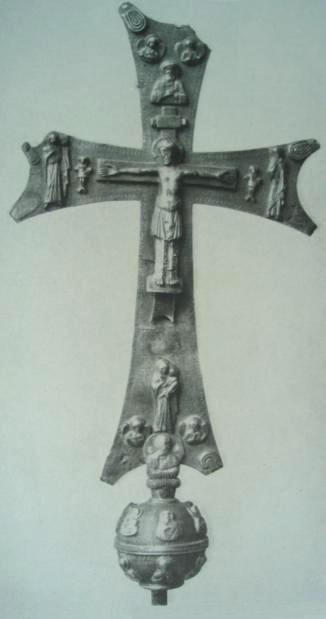
다비트 타오의 행진 십자가, 금세공인 아사트가 제작.

다비트는 그의 광대한 소유지가 바그라트조 세습 영지가 될까 염려하여, 878년에 그의 오랜 친구 바르다스 포카스와 바실 황제에 대항하는 반란에 가담하게 됨으로, 다비트의 좋던 운이 바뀌었다. 989년에 반란군은 비잔틴-루스군에 의해 단번에 패배했고, 바실은 조지아를 응징하기 위해서 칼데아의 조흔이 지휘하는 강력한 군대를 파병했고, 다비트는 황제에게 순종할 수 밖에 없었다. 그는 제국과의 화해를 위해서 990년에 황제를 알현하고 다비트가 죽을 때 사전에 그의 통치권 하에 있던 영토들을 비잔틴 제국에게 반환하겠다고 약조함으로 쿠로팔라테스 칭호를 다시 수여 받았다.

같은 해에 압하스의 바그라트가 남 카르틀리의 클르데카리의 라티 공작의 불복종을 처벌하기 위하여 형벌 원정을 계획했을 때, 또 다른 문제가 불거졌다. 그의 수양-아들은 설득에 의해 타오를 공격할 의도를 갖게 되었고 그를 죽였고, 다비트는 클르데카리로 전진하기 위해 나가던 중에 바그라트의 친부 구르겐이 이끄는 군대를 진압했다. 중세 조지아 연대기 편자가 기술하기를
그리고 나서 바그라트는 (다비트에게) 다가가 홀로, 그의 발 앞에 엎드려 반드시 라티를 무찌르겠노라고 맹세했다. (다비트는) 너무나도 잘 믿었고 그를 평화롭게 풀어 주었다.

라고 했다.

### 말년과 죽음
황제와 그의 친척이 화해하고 난 후에, 다비트는 반호와 아제르바이잔의 무슬림 토후국들에 대항하여 연속적인 급습을 이끌어 성공을 거두었다. 조지아의 바그라트 2세(바그라트의 조부, 다비트의 양자)와 아르메니아의 가기크 1세는 약 993년에 디야르바크르의 마완조에게서 만지케르트를 되찾고 997년에 아크라트의 쿠르드 왕조의 중요한 근거지를 급습했던 다비트와 자진하여 동맹을 맺었다. 아제르바이잔의 라와드조 토후 맘란 또한 두번 패했는데, 두 번째인 998년에 아르체시 인근에서의 패배가 결정적이었다.

다비트는 1000년 초반에 그의 귀족들에 의해서 살해당했다. 아리스타케스에 따르면 
그들은 독약을 타서를 목요일의 성대한 만찬으로 가져갔고, 그 잔을 (다비트에게) 드려 마시게 했는데, 그것이 존경받는 사람의 숨통을 끊어 놓은 원인이 되었다. 왜 그랬냐면 그들은 그에게 지쳐있었고, 제국이 앞서 (그들에게 그렇게 하게끔 한) 약속들에 흥미를 갖게 되었기 때문이다.

라고 했다.
조지아 연대기에는 다비트가 1001년에 죽었다는 기록이 남아있는데도 불구하고, 몇몇 아르메니아와 무슬림 기록들에서 그가 1000년에 죽었을지도 모른다는 추측들이 있다. 아리스타케스에는 다비트의 사망 시기가 1000년 3월 28일 이라고 되어있는데, 또 다른 아르메니아 연대기 편자 아소그히크가 다비트는 아르메니아력으로 449년인 예를 들어 1000년 3월 31일의 부활절에 죽었다고 말함으로 그 날짜가 근접하게 입증되었다. 하물며, 또 다른 아르메니아인 사무엘 아네트시도 그 시기를 1000년으로 보았다.

### 쿠로팔라테스 계승 전쟁
그 때에 바실 2세는 그의 제국의 동부 속국에 있었고 타스수스의 평지에서 겨울을 나면서 잇따라 시리아의 파티마조에 대항한 군사 작전을 펼쳤다. 다비트의 사망 소식을 들은 황제는 다비트가 제국에게 돌려주기로 약속한 영토를 되찾으러 북-동쪽으로 전진했다. 조지아와 아르메니아의 지방 귀족들은 어떠한 진심어린 반대도 없이 황제에게 순종했다. 딱 한번의 주목할 만한 사건이 있었는데, 조지아 군인과 바랑인 근위대 군인이 건초 1 가마니를 두고 시비가 붙는 바람에 6,000명의 바랑인들이 수반된 심각한 싸움으로 발전하여 조지아의 상류층 귀족 13명의 목숨을 앗아갔다.
다비트의 수양-아들인 바그라트 왕은 바실과 대담했지만 다비트의 왕국 영역이 제국과 합병되는 것은 막을 수 없었고 제국의 쿠로팔라테스 호를 보상으로 받음으로 새로운 국경을 인정해야 했다. 그러한 차질에도 불구하고, 바그라트는 모든-조지아의 통일 군주국의 첫 번째 왕이 될 수 있었고, 그 결과는 현시대 학자인 스테펜 라프가 보기에 "조지아 역사의 명부에서 '상위 10등' 안에 들어가는 적당한 지위의 수준"이라고 한 다비트 타오의 노고 덕분에 대부분 실현 가능했다고 하겠다.
현시대의 몇몇 학자들 사이에서는 다비트가 비잔티움에 양도한 영토들이 바르다스 스켈레우스의 반란군에 대항하여 지원한 보상으로 증여받은 영토들만 이었는지, 아니면 바실 2세에게 획득한 모든 영토들이었을지의 의견으로 나뉘어 의견의 불일치가 있다. 다비트의 일생 동안 관리 책임자로의 의무가 만료 되기 이전에, 그가 그의 왕국의 모든 영토들, 예를 들면, 저편의 타오/타이크 그리고 반 호수와 근접해 있던 아르메니아의 나라들을 양도 했다고 가정할만한 더 그럴 듯한 이유가 있어야 했었다. 그 영토들이 다비트의 소유지가 확장된 영토들이든 아니든 간에, 조지아의 왕들은 그 영토들을 상실한 것에 대해서 쉽사리 받아들이지 않았고, 체념하지 않았음으로 11세기에는 비잔틴 제국과의 충돌이 잦았다.